# جوناس ساویمبی
جوناس ساویمبی (پرتغالی: Jonas Savimbi) یک سیاستمدار و رهبر نظامی اهل آنگولا بود که یونیتا (União Nacional para a Independência Total de Angola) را بنیانگذاری و رهبری کرد.
در بازی ندای وظیفه: بلک اپس ۲ که در سال ۲۰۱۲ منتشر شد، در مأموریتی که مربوط به جنگ داخلی آنگولا می‌شود شخصیت جوناس ساویمبی نیز حضور داشت.